# Frederick Marx
Frederick Marx ist ein US-amerikanischer Filmproduzent, Filmeditor, Drehbuchautor und Filmregisseur. 

## Leben
Marx wuchs in Champaign, Illinois auf und studierte an der Southern Illinois University sowie der University of Illinois. Im Jahr 1981 drehte er mit Dream Documentary einen ersten Kurzdokumentarfilm. Er blieb dem Dokumentarfilmbereich treu, inszenierte eigene Projekte und war als Editor, Produzent und Drehbuchautor auch an anderen Filmen beteiligt.
1994 wurde er von der Chicago Tribune zum Chicago Tribune Artist of the Year erklärt. 1995 wurde ihm ein Guggenheim-Stipendium zugestanden.
Für seine Arbeit am Filmschnitt von Hoop Dreams wurde Marx 1995 gemeinsam mit Steve James und William Haugse für den Oscar in der Kategorie Bester Schnitt nominiert. Zudem gewannen sie den Eddie Award der American Cinema Editors.

## Filmografie (Auswahl)
- 1994: Hoop Dreams